# Defectrix defectrix
Defectrix defectrix là một loài nhện trong họ Sparassidae. Chúng thuộc chi đơn loài Defectrix, được Alexander Petrunkevitch miêu tả năm 1925.